# Aéroport international d'Ürümqi Tianshan
L’aéroport international d'Ürümqi Tianshan (chinois : 乌鲁木齐天山国际机场 ; pinyin : tiānshān dìwōpù guójì jīcháng, ouïghour : ئۈرۈمچى تىيانشان خەلقئارا ئايروپورتى‎, (code AITA : URC ; code OACI : ZWWW), autrefois aéroport international d'Ürümqi Diwopu (chinois : 乌鲁木齐地窝堡国际机场 ; pinyin : wūlǔmùqí dìwōpù huójì jīcháng ; ouïghour : ئۈرۈمچى دىئوپا خەلقئارا ئايروپورتى), est un aéroport qui dessert la ville de Ürümqi dans la province du Xinjiang en Chine. Il est situé à 16 km au nord-est du centre-ville de Xinjiang. Il a ouvert en 1973. Un 3e terminal a commencé à être construit en 2007 pour être terminé en 2009.
En 2010, l'aéroport d'Ürümqi Diwopu a vu transiter 9 148 329 passagers, il était ainsi le 18e aéroport de Chine en nombre de passagers.

## Situation

### Carte des 50 premiers aéroports de Chine
| \| 500 km1:25 016 000 \| Baotou Canton Changchun Changsha Chengdu-CTU Chengdu-TFU Chongqing Dalian Fuzhou Guilin Guiyang Haikou Hailar Hangzhou Harbin Hefei Hohhot Jinan Jinghong Kunming Lanzhou Lhassa Lijiang Nanchang Nankin Nanning Ningbo Pékin · Capitale Pékin · Daxing Qingdao Quanzhou Sanya Shanghaï-Pudong Shanghaï-Hongqiao Shantou-Chaozhou-Jieyang Shenyang Shenzhen Shijiazhuang Taiyuan Tianjin Ürümqi Wenzhou Wuhan Suzhou Xiamen Xi'an Xining Yantai Yinchuan Zhengzhou Zhuhai-Jinwan |
| 500 km1:25 016 000 |

## Statistiques
Le graphique qui aurait dû être présenté ici ne peut pas être affiché car il utilise l'ancienne extension Graph, désactivée pour des questions de sécurité. Des indications pour créer un nouveau graphique avec la nouvelle extension Chart sont disponibles ici.

Voir la requête brute et les sources sur Wikidata.

## Compagnies aériennes et destinations

### Passagers
| Compagnies               | Destinations |
| ------------------------ | --- |
| 9 Air                    | Canton-Baiyun |
| Air Arabia               | Charjah |
| Air Astana               | Almaty, Noursoultan |
| Air China                | Aksou (en), Pékin-Capitale, Chengdu-Shuangliu, Chongqing-Jiangbei, Canton-Baiyun, Hangzhou-Xiaoshan, Hotan (en), Kachgar-Kashi, Tianjin Binhai, Wuhan, Yining, Yuncheng Hajj: Djeddah - Roi-Abdelaziz, Médine-Prince M. Bin Abdulaziz |
| Ariana Afghan Airlines   | En saison : Kaboul |
| Beijing Capital Airlines | Pékin-Capitale, Pékin-Daxing, Xiamen-Gaoqi, Zhengzhou |
| China Eastern Airlines   | Canton-Baiyun, Hami (en), Hangzhou-Xiaoshan, Hefei, Kachgar-Kashi, Kunming-Changshui, Lanzhou, Nankin, Ningbo, Shanghai-Hongqiao, Shanghai-Pudong, Shiyan Wudangshan (en), Taiyuan-Wusu, Wuhan, Wuxi/Suzhou, Xi'an-Xianyang |
| China Southern Airlines  | - Aksou (en), - Almaty, - Altay, - Achgabat, - Bakou-H. Aliyev, - Bangkok-Suvarnabhumi, - Baotou-Donghe, - Pékin-Capitale, - Bichkek Manas, - Bole Alashankou (en), - Changchun, - Changsha, - Chengdu-Shuangliu, - Chongqing-Jiangbei, - Dalian-Zhoushuizi, - Dubaï, - Douchanbé, - Fuyun (en), - Fuzhou-Chánglè, - Canton-Baiyun, - Guiyang, - Haikou, - Hangzhou-Xiaoshan, - Hefei, - Hohhot, - Hotan (en), - Islamabad-Benazir Bhutto, - Jinan, - Karamay (en), - Kachgar-Kashi, - Khodjent, - Korla, - Kunming-Changshui, - Kuqa (en), - Lahore-Allama Iqbal, - Lanzhou, - Moscou Chérémétiévo, - Nankin, - Nanning, - Nanyang, - Novossibirsk-Tolmatchevo, - Noursoultan, - Qingdao-Jiaodong, - Ruoqiang (en), - Sanya-Phénix, - Shache (en), - Shanghai-Hongqiao, - Shanghai-Pudong, - Shenyang, - Shenzhen-Bao'an, - Shijiazhuang, - Tacheng (en), - Taïwan-Taoyuan, - Taiyuan-Wusu, - Tachkent, - Tbilissi-C. Roustavéli, - Téhéran-Imam-Khomeini, - Tianjin Binhai, - Vienne-Schwechat, - Wenzhou-Longwan, - Wuhan, - Xiamen-Gaoqi, - Xi'an-Xianyang, - Xining-Caojiabao, - Xuzhou-Guanyin, - Yinchuan Hedong, - Yining, - Zhengzhou |
| Hainan Airlines          | - Pékin-Capitale, - Changsha, - Chengdu-Shuangliu, - Chongqing-Jiangbei, - Canton-Baiyun, - Haikou, - Hangzhou-Xiaoshan, - Jinan, - Kachgar-Kashi, - Lanzhou, - Nankin, - Sanya-Phénix, - Shanghai-Hongqiao, - Shenyang, - Shenzhen-Bao'an, - Taiyuan-Wusu, - Wenzhou-Longwan, - Wuhan, - Xiamen-Gaoqi, - Xi'an-Xianyang, - Xining-Caojiabao, - Yichang, - Zhengzhou |
| Hebei Airlines           | Shijiazhuang |
| Jiangxi Air              | Nanchang-Changbei, Xi'an-Xianyang |
| Juneyao Airlines         | Shanghai-Hongqiao, Shanghai-Pudong |
| Korean Air               | En saison : Séoul-Incheon |
| Lion Air                 | Charter : Denpasar-Bali |
| Loong Air                | Hangzhou-Xiaoshan, Luoyang |
| Lucky Air                | Chengdu-Shuangliu, Kachgar-Kashi, Kunming-Changshui, Lanzhou, Ngari Gunsa |
| Okay Airways             | Changsha, Xi'an-Xianyang |
| Qingdao Airlines         | Lanzhou, Qingdao-Jiaodong |
| S7 Airlines              | Moscou-Domodédovo, Novossibirsk-Tolmatchevo |
| Shandong Airlines        | Bangkok-Suvarnabhumi, Fuzhou-Chánglè, Hangzhou-Xiaoshan, Hefei, Hotan (en), Jinan, Kachgar-Kashi, Kunming-Changshui, Lanzhou, Nankin, Nanning, Osaka-Kansai, Qingdao-Jiaodong, Shijiazhuang, Taiyuan-Wusu, Xiamen-Gaoqi, Yantai, Yinchuan Hedong, Zhuhai |
| Shanghai Airlines        | Hotan (en), Lanzhou, Shanghai-Hongqiao, Shanghai-Pudong |
| Shenzhen Airlines        | Korla, Lanzhou, Nanchang-Changbei, Shenzhen-Bao'an |
| Sichuan Airlines         | Beihai-Fucheng, Pékin-Capitale, Chengdu-Shuangliu, Chongqing-Jiangbei, Hangzhou-Xiaoshan, Kachgar-Kashi, Kunming-Changshui, Lanzhou, Lhassa-Gonggar, Sanya-Phénix, Sydney-K. Smith, Xi'an-Xianyang, Xining-Caojiabao, Zhengzhou, Zhongwei |
| Somon Air                | Douchanbé |
| Spring Airlines          | Luoyang, Ningbo, Shanghai-Hongqiao, Shijiazhuang, Xi'an-Xianyang, Taizhou (Jiangsu) (en) |
| Suparna Airlines         | Jinan, Yining |
| Tianjin Airlines         | Aksou (en), Altay, Bole Alashankou (en), Changchun, Chongqing-Jiangbei, Datong (en), Haikou, Hotan (en), Kachgar-Kashi, Korla, Kuqa (en), Künes (zh), Sanya-Phénix, Shache (en), Tacheng (en), Tianjin Binhai, Xi'an-Xianyang, Yining, Zhengzhou |
| Urumqi Air               | - Changsha, - Chengdu-Shuangliu, - Haikou, - Hefei, - Hotan (en), - Irkoutsk, - Jinan, - Karamay (en), - Kachgar-Kashi, - Lanzhou, - Lianyungang-Huaguoshan, - Mianyang Nanjiao, - Nagoya-Chūbu, - Nanchong (en), - Qingdao-Jiaodong, - Qionghai-Bo'ao (en), - Shihezi Huayuan Airport (en), - Singapour-Changi, - Wenzhou-Longwan, - Wuhan, - Xi'an-Xianyang, - Yancheng, - Yining, - Zhengzhou |
| Uzbekistan Airways       | Tachkent |
| West Air                 | Chongqing-Jiangbei, Zhengzhou |
| XiamenAir                | Changsha, Fuzhou-Chánglè, Hangzhou-Xiaoshan, Huai'an, Jinan, Quanzhou Jinjiang, Xiamen-Gaoqi, Yinchuan Hedong, Zhengzhou |

Édité le 14/01/2020

### Cargo
| Compagnies            | Destinations    |
| --------------------- | --------------- |
| Silk Way Airlines     | Bakou-H. Aliyev |
| Turkmenistan Airlines | Achgabat        |